# Études canadiennes
 (juillet 2021).
Si vous disposez d'ouvrages ou d'articles de référence ou si vous connaissez des sites web de qualité traitant du thème abordé ici, merci de compléter l'article en donnant les références utiles à sa vérifiabilité et en les liant à la section « Notes et références ».
Les Études canadiennes sont un domaine interdisciplinaire d'études universitaires sur la culture et la société du Canada. Il est principalement présent dans des universités de ce pays.

## Description du domaine
Le domaine est par nature très vaste et recoupe aussi bien les langues du Canada, la littérature canadienne, les médias et les communications, l'agriculture au Canada, les ressources naturelles et la géographie du Canada, la politique canadienne,ses traditions juridiques, l'histoire du Canada, mais aussi celle du Québec ou des Acadiens, etc.
Si ces sujets portent sur les peuples autochtones du Canada (Premières nations, Inuits, Métis), ils peuvent être intégré au champ des études canadiennes, mais aussi au champ d'étude spécifique que sont les études autochtones.
La plupart des universités qui offrent des diplômes d'études canadiennes recommandent aux étudiants de suivre un double cursus, par exemple en science politique, relations internationales ou en français, s'il n'est pas inclus dans le cours. 
Parmi les carrières possibles pour les étudiants qui entreprennent des études canadiennes on trouve le service extérieur et le travail dans les ambassades canadiennes ou les ambassades étrangères au Canada.
On compte plusieurs chercheurs reconnus pour leur travail en études canadiennes dont Fernand Ouellet, Linda Hutcheon, George Ramsay Cook, William TR Fox, Annette Baker Fox, Susan Swan, Christl Verduyn, Sergey Rogov ou George Melnyk. 
Il existe en une « Association Française d’Études Canadiennes » créée en mai 1976, qui soutient, diffuse et promeut les études canadiennes en France. Elle fédère également les centres de recherche français spécialisés sur le Canada et publie une revue biannuelle nommée Études canadiennes/Canadian Studies, créée quelques mois avant l'association au sein du centre d'études nord-américaines de la Sorbonne.
Il existe plusieurs structures internationales liées aux études canadiennes comme le Réseau Européen d’Études Canadiennes (REEC) et le Conseil international des études canadiennes. Ce conseil a créé en 1995 un prix d'excellence dans le domaine nommé Prix international du Gouverneur général pour les études canadiennes.